# Deutsches Auswandererhaus

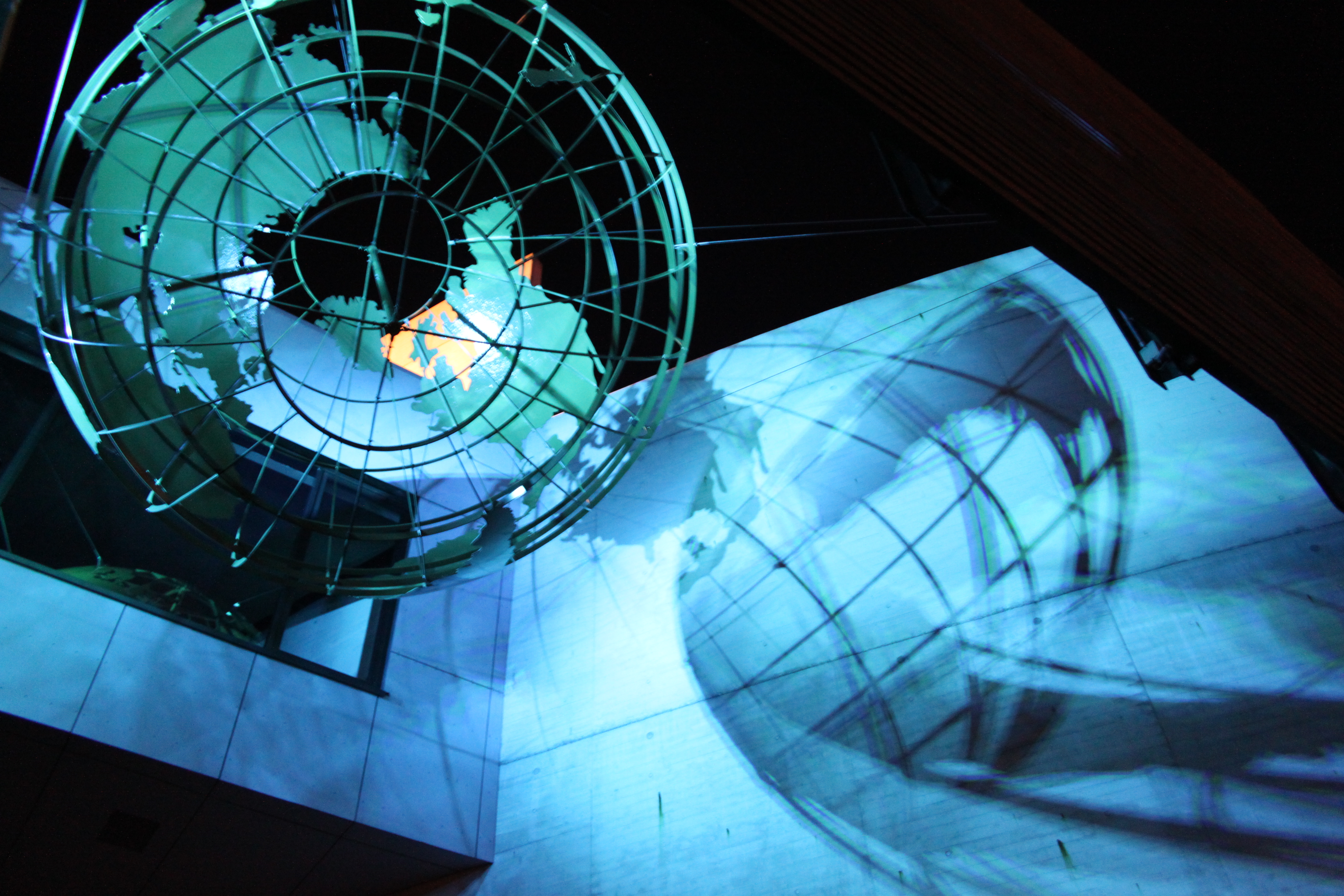
Beleuchtete Weltkugel an der Fassade des Deutschen Auswandererhauses bei Nacht

Das Deutsche Auswandererhaus Bremerhaven ist ein Museum in Bremerhaven, Columbusstraße 65. Bei Eröffnung war es das erste Museum in Deutschland, das sich dem Thema Migration widmete. Am historischen Standort gelegen – zwischen 1830 und 1874 war Bremerhaven der größte Auswandererhafen Kontinentaleuropas – präsentiert das preisgekrönte Erlebnismuseum inmitten detailgetreu rekonstruierter Ausstellungsräume und anhand realer Familiengeschichten sowohl die europäische Auswanderung nach Übersee als auch 330 Jahre Einwanderungsgeschichte nach Deutschland. Das Museum verfügt über eine Sammlung zur Biographie-, Alltags- und Mentalitätsgeschichte von Migration seit dem 17. Jahrhundert. Neben der Dauerausstellung verfügt das Deutsche Auswandererhaus über die Möglichkeit zur Familienrecherche, ein Kino, das Studio Migration, in dem Besucherumfragen zu den Themen Migration und Integration durchgeführt werden, ein Aufnahmestudio und eine Museumsgastronomie.
Direktorin und Geschäftsführerin ist seit 2006 die Historikerin und Migrationsforscherin Simone Blaschka (vormals: Eick).
Mit durchschnittlich 180.000 Jahresbesuchern zählt das Deutsche Auswandererhaus zu den 3,4 Prozent der besucherstärksten Museen in der Bundesrepublik, darüber hinaus ist es seit seiner Eröffnung das meistbesuchte Museum im Bundesland Bremen.

## Entwicklung des Museums

### Vorgeschichte
Engagierte Bürger Bremerhavens setzten sich ab den späten 1970er Jahren dafür ein, in der Seestadt ein Museum zu errichten, das sich dem für ihre Stadtgeschichte wichtigen Kapitel der historischen Auswanderung widmen sollte. Besonders der 1985 gegründete „Förderverein Deutsches Auswanderermuseum“ und der 1998 gegründete „Initiativkreis Erlebniswelt Auswanderung“ engagierten sich für die Errichtung eines solchen Hauses. Aus ihnen sind der Freundeskreis Deutsches Auswandererhaus e. V. und der „Initiativkreis Deutsches Auswandererhaus“ hervorgegangen.

### Eröffnung und Erweiterung
Das Museum wurde am 8. August 2005 eröffnet. Es liegt am 1852 eröffneten Neuen Hafen im Gebiet der Havenwelten Bremerhaven – nahe zum Zoo am Meer, dem Deutschen Schifffahrtsmuseum und dem 2009 eröffneten Klimahaus. Der Entwurf für das Museum mit einer Gesamtfläche von 5.451 Quadratmetern stammt vom Hamburger Architekturbüro Andreas Heller Architects & Designers.
Im April 2012 wurde das Deutsche Auswandererhaus um einen zweiten Ausstellungskomplex erweitert, in dem über 300 Jahre Einwanderungsgeschichte nach Deutschland präsentiert werden. Auch der erste Ausstellungsteil – zur Auswanderungsgeschichte – wurde in diesem Zusammenhang um den Aspekt der deutschen Einwanderung in die USA seit 1683 erweitert.

### Realisierung
Konzipiert wurde das Deutsche Auswandererhaus als Private-Public-Partnership-Projekt. Die Finanzierung des Haupthauses (2005) erfolgte durch Mittel des Landes Bremen und der Stadt Bremerhaven. Die finanziellen Mittel für den Erweiterungsbau (2012) und den teilweisen Umbau des Haupthauses wurden vom Bund, dem Land Bremen mit Unterstützung des Europäischen Fonds für regionale Entwicklung (EFRE) sowie von der Betreibergesellschaft aufgebracht. Die Stadt Bremerhaven stellte das Grundstück zur Verfügung. Betrieben wird das gemeinnützig geführte Museum von der Deutsches Auswandererhaus gemeinnützige GmbH.

## Rundgang
Während ihres Rundgangs durch inszenierte Ausstellungsräume begleiten die Besucher reale Familiengeschichten von Migranten. Sie erleben die einzelnen Stationen einer Auswanderung im 19./20. Jahrhundert nach. Im zweiten Ausstellungsteil sehen die Besucher in einer originalgetreu rekonstruierten Ladenpasse von 1973 Objekte, Dokumente und nacherzählte Lebensgeschichten von Menschen, die seit 1685 nach Deutschland gekommen sind.
Zu Beginn erhält jeder Besucher mit dem BoardingPass ein RFID-Ticket (Radio Frequency Identity-Technologie), mit dem sich Audio- und Mediastationen in der Ausstellung aktivieren lassen.

### Auswanderung
Der Museumsrundgang ist eine Zeitreise, die im Jahr 1870 beginnt, als der Norddeutsche Lloyd in Bremerhaven eine Wartehalle eröffnete. Er führt durch Nachbauten einer Wartehalle, an Bord dreier typischer Auswandererschiffe aus den 1850er, 1880er und 1920er Jahren, über die US-amerikanische Einwanderungsstation Ellis Island zum Bahnhof Grand Central Terminal in New York.

### Einwanderung
Der Rundgang zum Thema Einwanderung führt durch den zweiten, im Jahr 2012 eröffneten Ausstellungskomplex. Darin werden anhand von 15 verschiedenen Wanderungsgruppen 330 Jahre Einwanderungsgeschichte nach Deutschland, darunter Hugenotten, Wander-, Saison- und Gastarbeiter sowie (Bürgerkriegs-)Flüchtlinge und Heimatvertriebene dargestellt.

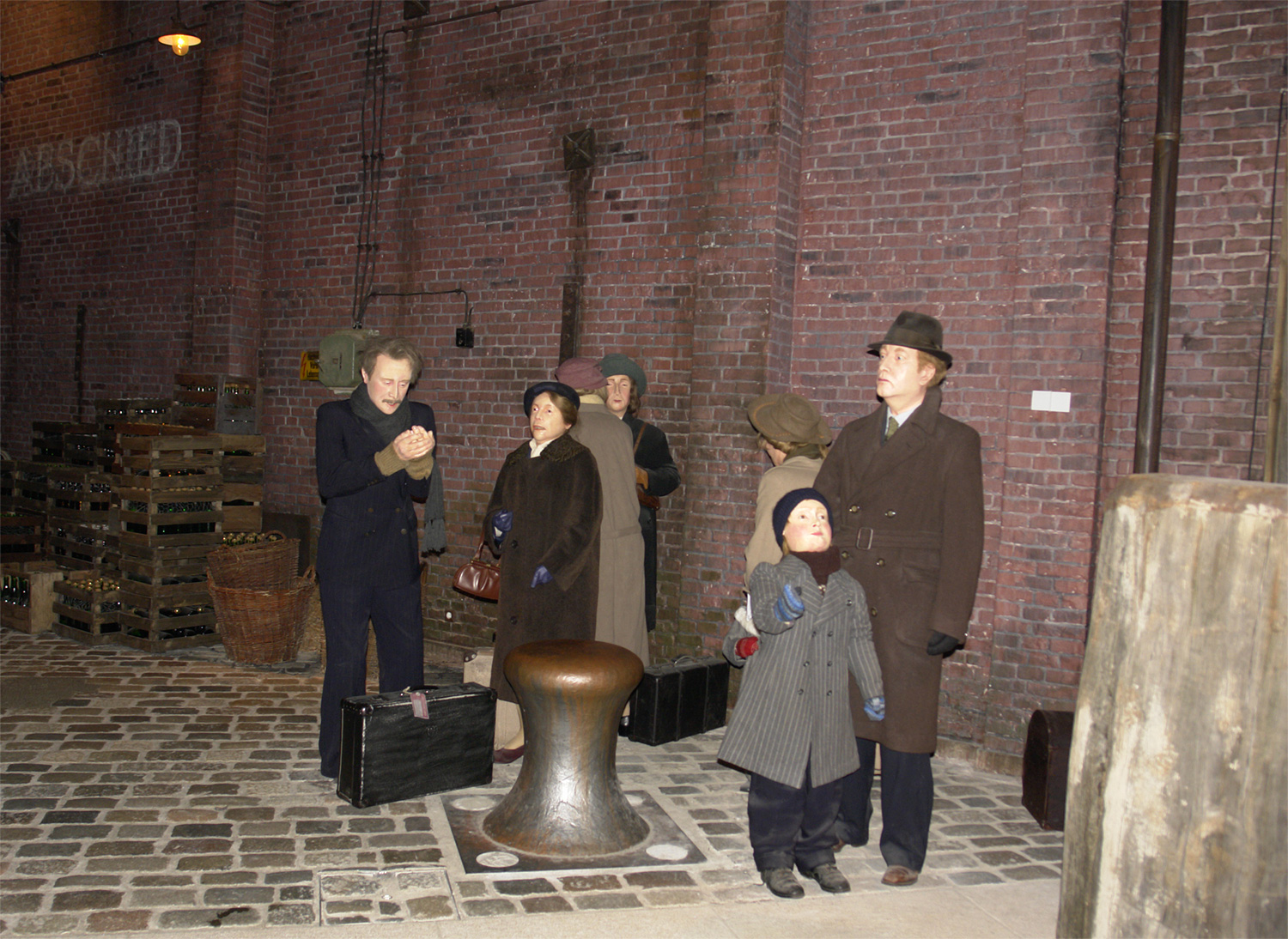
An der Kaje
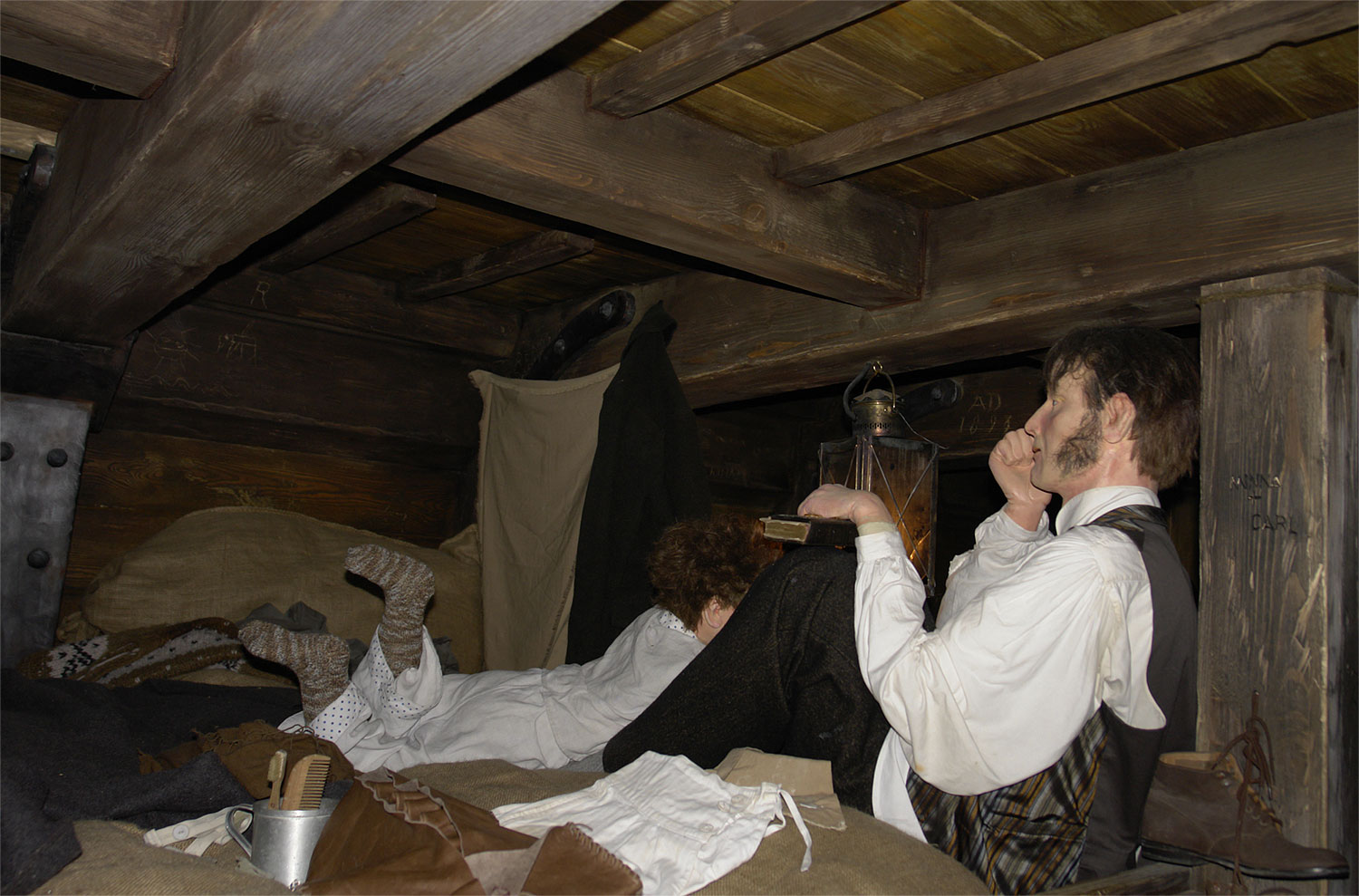
Kabine 3. Klasse von 1854
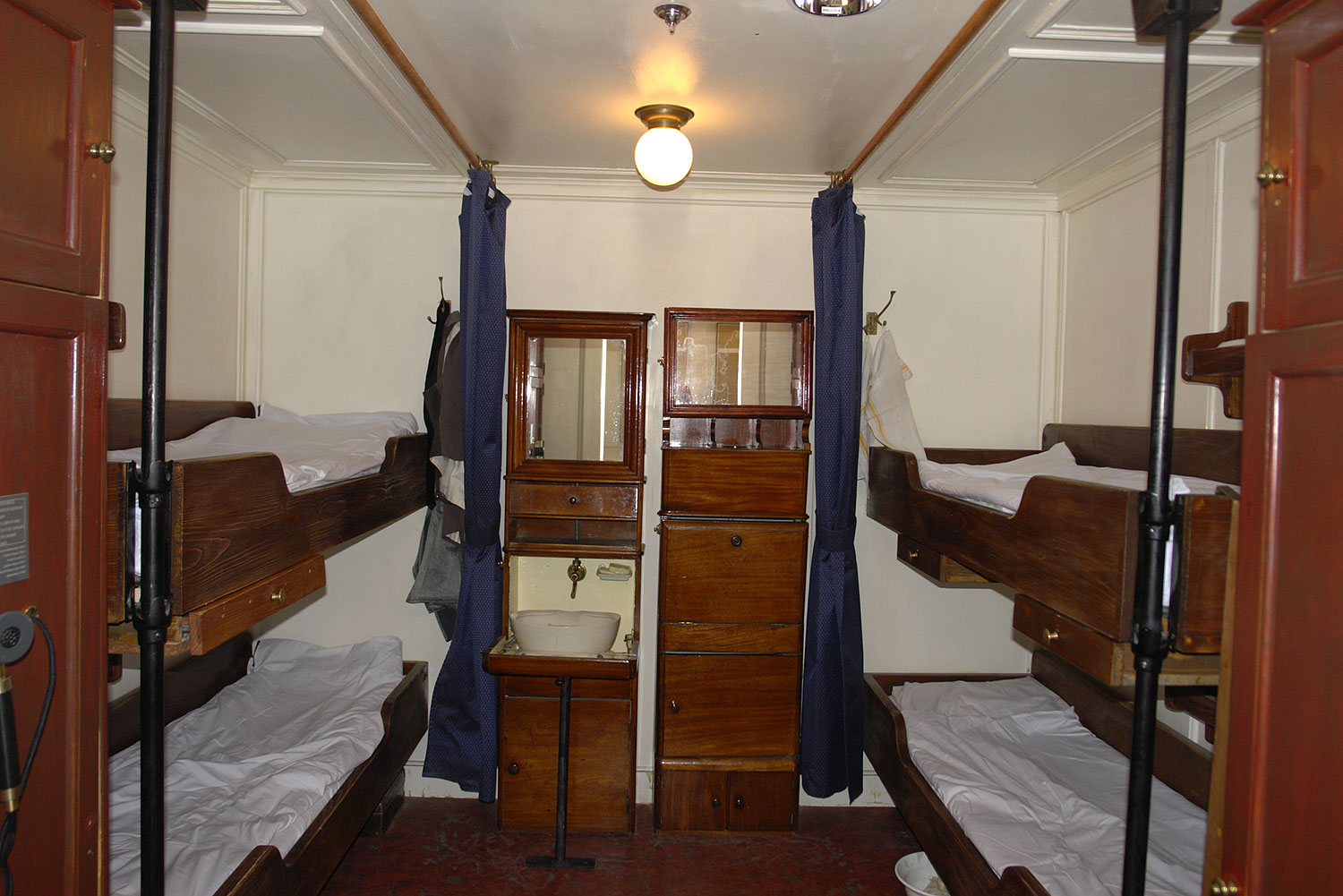
Kabine 3. Klasse von 1929
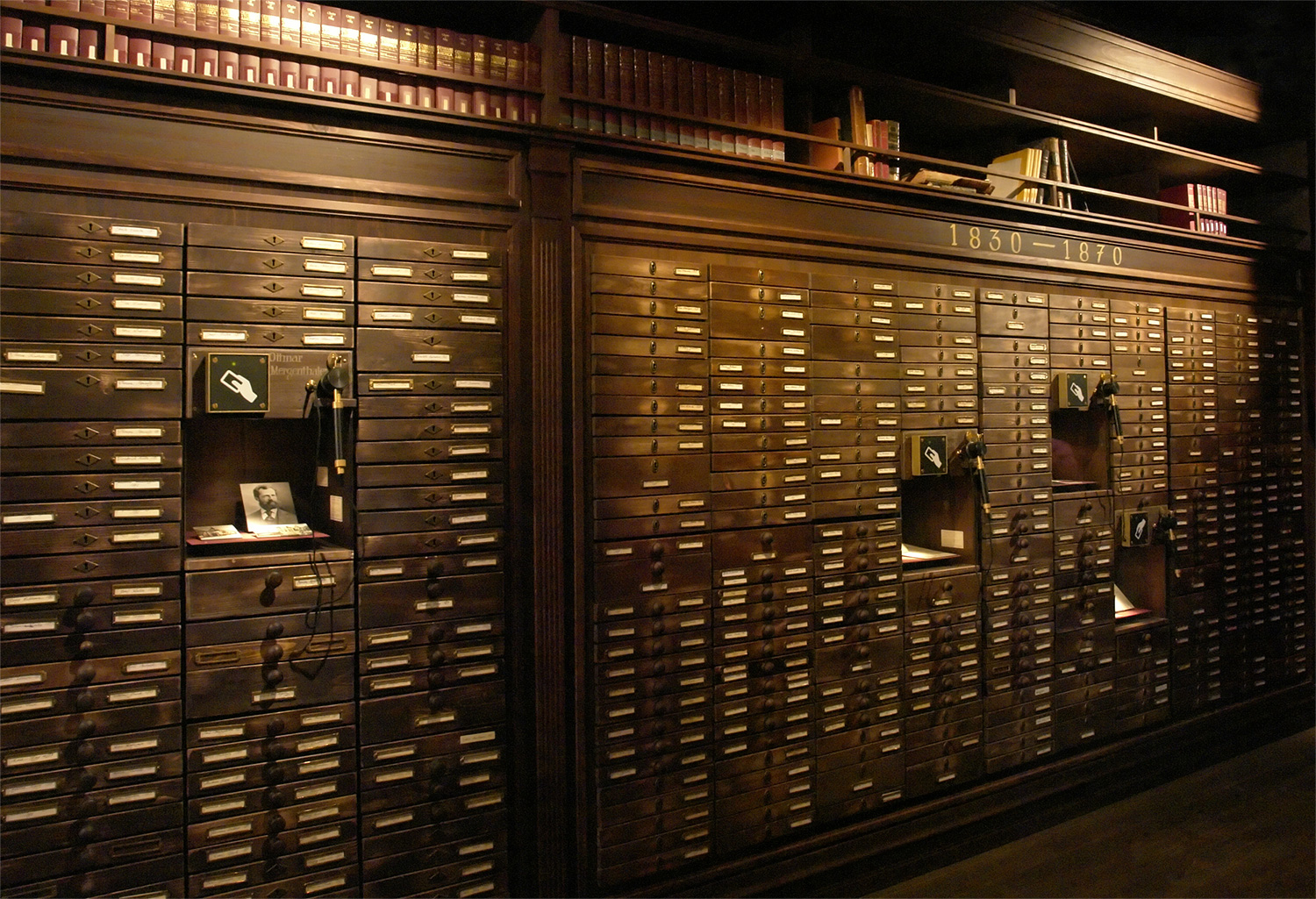
Galerie der 7 Millionen

## Sammlung und Forschung

### Sammlung
Schwerpunkte der Sammlung zur Migrationsgeschichte im 17. Jahrhundert bilden die deutsche Emigration nach Übersee, die internationale Immigration nach und nationale Binnenmigration innerhalb von Deutschland sowie die europäische Transitmigration nach Übersee über deutsche Häfen (insbes. Bremerhaven) im 19. und 20. Jahrhundert: kollektive Gedächtnisobjekte, (Erinnerungs)Objekte, die die individuellen Lebensgeschichten begleiten und dokumentieren, persönliche und offizielle Dokumente, Medienträger, Werke der bildenden Kunst sowie gedruckte Publikationen.
Darüber hinaus sammelt das Deutsche Auswandererhaus in seinem Oral-History-Archiv mündliche Zeugnisse von Migranten – zusammengetragen durch persönliche Interviews der Wissenschaftler. Seit seiner Eröffnung im Jahr 2005 hat das Museum Konvolute von mehr als 3.000 Familiengeschichten gesammelt, die zu Forschungszwecken genutzt werden.
Es gibt die Möglichkeit, in den beiden Datenbanken – DIE MAUS und Ancestry – nach eigenen ausgewanderten Vorfahren zu suchen.

### Forschung
Im Mittelpunkt der Migrationsforschung am Deutschen Auswandererhaus stehen die Ursachen für Auswanderung, Flucht und Vertreibung sowie der Prozess der Integration. Die Historiker, Sozialwissenschaftler, Migrationsforscher und Philosophen beschäftigen sich mit Fragen rund um die Biographieforschung, Alltagsgeschichte und Mentalitätsgeschichte. Die Ergebnisse der Forschungsprojekte fließen in Sonderausstellungen, Publikationen und Dokumentarfilme ein.

## „museum4punkt0“
Das Deutsche Auswandererhaus ist von 2017 bis 2020 Partner in dem bundesweiten Verbundprojekt museum4punkt0 – Digitale Strategien für das Museum der Zukunft. Die Beauftragte der Bundesregierung für Kultur und Medien (BKM) fördert das auf drei Jahre angelegte Projekt mit insgesamt 15 Millionen Euro. Die Federführung hat die Stiftung Preußischer Kulturbesitz Berlin inne. Weitere Verbundpartner sind die Stiftung Humboldt Forum im Berliner Schloss, die Museumsstiftung Post und Telekommunikation (Museen für Kommunikation), das Deutsche Museum München, das Senckenberg Museum für Naturkunde Görlitz sowie die Fastnachtsmuseen Langenstein und Bad Dürrheim mit weiteren Museen der schwäbisch-alemannischen Fasnacht.
„museum4punkt0“ verfolgt als visionär ausgerichtetes Pilotprojekt das Ziel, innovative Anwendungsmöglichkeiten für digitale Technologien für die Vermittlung, Kommunikation, Interaktion und Partizipation in Museen modellhaft zu erproben und zu entwickeln sowie für eine flexible Nachnutzung aufzubereiten.
Das Deutsche Auswandererhaus erstellt und testet dafür neue Vermittlungskonzepte für verschiedenste Aspekte der Migrations-/Integrationsgeschichte und -forschung mit Elementen aus der Mixed Reality-Technologie auf seiner Internetseite und in seiner Dauerausstellung.

## Auszeichnungen
Das Deutsche Auswandererhaus wurde am 5. Mai 2007 mit dem Preis Europäisches Museum des Jahres (European Museum of the Year Award EMYA) ausgezeichnet. Das Europäische Museumsforum EMF würdigte insbesondere die „emotionale Vermittlung von Geschichte über Inszenierungen“. Damit ging die renommierte Auszeichnung nach 15 Jahren erstmals wieder an ein deutsches Museum.
Ein Jahr später, 2008, wurde das Bremerhavener Migrationsmuseum mit dem Best in Heritage Award der gleichnamigen europäischen Exzellenzinitiative ausgezeichnet.

## Sonderausstellungen
- 2025: Verlockung Weltall. Auswandern auf Mond, Mars, Venus?
- 2024: „Über die Grenze muss man nicht weit.“ Polnisch-deutsche Geschichten – 1871 bis heute
- 2024: Neu anfangen, nur wie? Espelkamp und andere „Flüchtlingsstädte“ in den 1950er Jahren
- 2023: „Was siehst du, was ich nicht seh'?“ - Werkstattausstellung mit grenzüberschreitenden Geschichten
- 2022: Zusammen leben in der Goethestraße
- 2022: „… bisschen anders, aber genauso.“ Kubanisch-deutsche Geschichte 1964 bis heute
- 2021: GESCHAFFT! Eingewanderte fotografieren ihr neues Leben. Eine Fensterausstellung
- 2020: „und mitten in dem ganzen stehen die Frauen der Welt“. Exil und Rückkehr der AWO-Gründerin Marie Juchacz
- 2019/2020: „So far, so good“ – Die vergessene Pulitzer-Preisträgerin Lisel Mueller
- 2019: „Etwas besseres als den Tod findest Du überall ...“ Migration und Heimat in den Märchen der Brüder Grimm
- 2019: „Ich packe meinen Koffer“ Mit Kindern Migration erleben – in Kooperation mit Geolino
- 2018: KRIEGsgefangen. OHNMACHT. SEHNSUCHT. 1914 – 1921. Ein Experiment mit Virtual Reality
- 2017/18: »… Good Music …« Zwei deutsche Musiker in Amerika 1880–1939 (mit Katalog)
- 2017 – 19: Vom Revolutionär zum Bürgermeister. Das bewegte Leben Georg Friedrich Abels 1928–1902 (mit Katalog)
- 2016: Deutsch und Jüdisch – in Kooperation mit dem Leo Baeck Institut New York / Berlin
- 2016: Plötzlich da ... Deutsche Bittsteller 1709, türkische Nachbarn 1961 (mit Katalog)
- 2015 – 17: „Truly yours, Mark Twain“. Wie ein Bremerhavener Auswanderer Mark Twain von Zahnschmerzen befreite
- 2014/15: Displaced Persons. Überlebende des Holocaust 1938 – 1951
- 2014/15: Von der Lutherbibel zur Gaunergeschichte. Bücher für deutsche Einwanderer in Amerika 1728 – 1946 (mit Katalog)
- 2013/14: Deutsche in Australien 1788 – heute (mit Katalog)
- 2012/13: Speisen auf Reisen. Kinder erfinden „Einwanderungsrezepte“ – in Kooperation mit GEOlino
- 2012/13: Der Gelbe Schein – Mädchenhandel 1860 bis 1930 (mit Katalog) – in Kooperation mit der Stiftung Neue Synagoge Berlin, Centrum Judaicum
- 2011: Nach New York: „In Hamburg kannten wir doch keinen“ – Aus- und Rückwanderer von Amrum und Föhr (mit Katalog)
- 2011: Tierisch weit weg! Kinder erfinden Auswanderertiere – in Kooperation mit GEOlino
- 2010/11: Wurstfest. Das größte deutsche Volksfest in Amerika
- 2010: Auf ins All. Kinder wandern aus in ferne Welten – in Kooperation mit GEOlino
- 2010: Auf der Flucht. Sieben Lebenswege nach Deutschland 1980 – 2010
- 2009: Wie schützt sich der Mensch vor Naturgewalten? – in Kooperation mit GEOlino
- 2009: Nach der Flut die Flucht. New Orleans – die ausgewanderte Stadt
- 2008/09: Lena. Portrait einer deutsch-russischen Auswanderung 2003–2008
- 2008: Ich packe meinen Koffer ... – in Kooperation mit GEOlino
- 2008: Nach Buenos Aires! Deutsche Auswanderer und Flüchtlinge im 20. Jahrhundert (mit Katalog)
- 2007: Stangen’s Party. Die erste deutsche Pauschalreise in die Neue Welt
- 2007: Hoffnung – die zweite Seele der Unglücklichen?
- 2006/07: Felix Schlesingers „In der Pass- und Polizeistube vor der Emigration“ (1859). Geschichte eines Bildes
- 2006: 32x Global. Fußball und Migration: die Nationalmannschaften der WM 2006
- 2006: Augustus F. Sherman. Ellis Island Portraits 1905 – 1920
- 2006: Pacific Palisades. Wege deutschsprachiger Schriftsteller ins kalifornische Exil 1932 – 1941 (mit Katalog)

## Bibliothek
Am 8. August 2013 eröffnete das Deutsche Auswandererhauses eine umfangreiche Bibliothek mit Fachliteratur zur Migrationsgeschichte. Die Bibliothek zur deutschen Ein- und Auswanderungsgeschichte ist im Max Kade-Saal des historischen Seeamts Bremerhaven – direkt gegenüber dem Museum – untergebracht. Die Präsenzbibliothek umfasst mehr als 5.000 Bände: Sammelbände, Enzyklopädien, Auswandererführer und Monographien aus Deutschland, den USA und Südamerika.

## Publikationen
- Tanja Fittkau, Vom zusätzlichen Frachtgut zum umworbenen Kunden. Die Überfahrtsbedingungen für Seereisende und ihre Grenzerfahrungen 1830 – 1932, Herausgeber: Deutsches Auswandererhaus Bremerhaven, Bremerhaven: edition DAH, 2020, ISBN 978-3-9817861-9-4
- Katie Heidsiek, Berührt es mich? Virtual Reality und ihre Wirkung auf das Besuchserlebnis in Museen – eine Untersuchung am Deutschen Auswandererhaus, Herausgeber: Deutsches Auswandererhaus Bremerhaven, Bremerhaven: edition DAH, 2019, ISBN 978-3-9817861-9-4
- Vom Revolutionär zum Bürgermeister. Das bewegte Leben Georg Friedrich Abels 1828–1902, Kabinettbroschüre 02, Herausgeber: Deutsches Auswandererhaus Bremerhaven, Bremerhaven: edition DAH, 2018, ISBN 978-3-9817861-5-6
- Von der Lutherbibel zur Gaunergeschichte. Bücher für deutsche Einwanderer in Amerika 1728–1946, Kabinettbroschüre 01, Herausgeber: Deutsches Auswandererhaus Bremerhaven, Bremerhaven: edition DAH, 2018, ISBN 978-3-9817861-4-9
- Angst in Neugierde verwandeln. Das Forum Migration am Deutschen Auswandererhaus Bremerhaven: Evaluation, Oral-History und Vermittlung von Interkultur, Herausgeber: Deutsches Auswandererhaus Bremerhaven, Bremerhaven: edition DAH, 2017, ISBN 978-3-9817861-2-5
- >>… GOOD MUSIC …<< Zwei deutsche Musiker in Amerika 1880–1939, hrsg. von Simone Blaschka-Eick und Christoph Bongert, Bremerhaven: edition DAH, 2017, ISBN 978-3-9817861-3-2
- Das Buch zum Museum der Aus- und Einwanderung (Neuauflage des Katalogs zum Deutschen Auswandererhaus), hrsg.von Simone Blaschka-Eick, Bremerhaven 2017, ISBN 978-3-9817861-1-8
- Plötzlich da. Deutsche Bittsteller 1709, türkische Nachbarn 1961, hrsg. von Simone Blaschka-Eick und Christoph Bongert, Bremerhaven 2016, ISBN 978-3-9817861-0-1
- Dieter Strohmeyer, Die Ahronheims. Eine Bremerhavener Familiengeschichte von 1930 bis heute, hrsg. von Simone Blaschka-Eick, Bremerhaven: edition DAH 2014, ISBN 978-3-00-044857-7
- Deutsche in Australien. 1788 – heute, hrsg. von Simone Blaschka-Eick, Bremerhaven: edition DAH 2013, ISBN 978-3-00-044574-3
- Irene Stratenwerth, Esther Sabelus; Simone Blaschka-Eick, Hermann Simon (Hrsg.): Der Gelbe Schein: Mädchenhandel 1860 bis 1930. Deutsches Auswandererhaus, Bremerhaven 2012, ISBN 978-3-00-038801-9. (zur Ausstellung: Der Gelbe Schein – Mädchenhandel 1860 bis 1930. Centrum Judaicum, Berlin, 9. August bis 30. Dezember; Deutsches Auswandererhaus, Bremerhaven, 26. August bis 28. Februar 2013)
- Heike Götz, Christiane Greve, Unsere Stadt war New York: Friesen in Amerika, hrsg. von Simone Eick und Katrin Quirin, Bremerhaven: edition DAH, 2011, ISBN 978-3-00-035787-9
- Simone Blaschka-Eick, Karin Heß (Hrsg.): Fluchtgeschichten: Aus und nach Deutschland. Biographien und Hintergründe 1933–2011. Deutsches Auswandererhaus, Bremerhaven 2012, ISBN 978-3-9817861-1-8
- Simone Eick, Nach Buenos Aires! Deutsche Auswanderer und Flüchtlinge im 20. Jahrhundert, Bremerhaven: edition DAH, 2008, ISBN 978-3-00-023793-5
- Pacific Palisades – Wege deutschsprachiger Schriftsteller ins kalifornische Exil 1932–1941, Herausgeber: Deutsches Auswandererhaus Bremerhaven, Bremerhaven 2006.

## Kalliope-Preis für praxisnahe Migrationsforschung
Anlässlich des zehnten Geburtstages des Deutschen Auswandererhauses hat die Stiftung Deutsches Auswandererhaus den Kalliope-Preis für praxisnahe Migrationsforschung ins Leben gerufen. Der Preis wurde gemeinsam mit dem Museum im Jahr 2015 zum ersten Mal verliehen. Der Preis ist mit 10.000 Euro dotiert und wird alle zwei Jahre vergeben. Gestiftet hat ihn Joachim Ditzen-Blanke, Herausgeber der Nordsee-Zeitung. Seit 2019 beträgt das Preisgeld 20.000 Euro.
Die fünfköpfige Jury setzt sich aus drei festen und zwei externen, jeweils neu zu besetzenden Jurymitgliedern zusammen: Zu den festen Jurymitgliedern zählen der Vorstandsvorsitzende der Stiftung Deutsches Auswandererhaus, der Vorsitzende des Stiftungsrates der Stiftung Deutsches Auswandererhaus und die Direktorin des Deutschen Auswandererhauses. Als externe Mitglieder wirkten 2015 Bernd M. Scherer, Intendant des Haus der Kulturen der Welt Berlin, und Christine Langenfeld, Vorsitzende des Sachverständigenrates deutscher Stiftungen für Integration und Migration, Berlin, mit. Im Jahr 2017 waren Hermann Parzinger, Präsident der Stiftung Preußischer Kulturbesitz Berlin, und der ARD-Journalist Constantin Schreiber in der Jury vertreten.

### Preisträger
- 2019: Peter Frankopan, Worcester College der University of Oxford, England
- 2017: Christoph A. Rass, Institut für Migrationsforschung und Interkulturelle Studien (IMIS) der Universität Osnabrück
- 2015: Markus Tiedemann, Institut für vergleichende Ethik der Freien Universität Berlin

## Freunde und Förderer

### Stiftung Deutsches Auswandererhaus
Die Stiftung Deutsches Auswandererhaus ist eine Stiftung bürgerlichen Rechts mit Sitz in Bremerhaven. Sie wurde 2006 vom Initiativkreis Erlebniswelt Auswanderung e. V., Vertretern der Bremerhavener Wirtschaft, der Betreibergesellschaft des Deutschen Auswandererhauses und der Stadt Bremerhaven gegründet, um das Deutsche Auswandererhaus bei großen Forschungs- und Ausstellungsprojekten zu unterstützen und international zu verankern.
Die Stiftung verfolgt gemeinnützige Zwecke und unterstützt das Migrationsmuseum darin, Exponate zum Thema Migration zu erwerben, die Sammlung zu erweitern und wissenschaftlich zu bearbeiten, Forschungsergebnisse zu veröffentlichen, sein Archiv und seine Bibliothek auszubauen sowie Ausstellungsprojekte zu verwirklichen.
Seit dem Jahr 2015 verleiht die Stiftung alle zwei Jahre zusammen mit dem Auswandererhaus den Kalliope-Preis für praxisnahe Migrationsforschung.

### Initiativkreis Deutsches Auswandererhaus e.V.
Der 1998 von lokalen Unternehmern gegründete „Initiativkreis Erlebniswelt Auswanderung“ – heute „Initiativkreis Deutsches Auswandererhaus e. V.“ – verlieh dem Ziel, ein Auswanderungsmuseum in Bremerhaven zu gründen, besonders in der Politik verstärkten Nachdruck. Der Verbund besteht aus 19 Bremerhavener Unternehmen, die das Deutsche Auswandererhaus projektgebunden fördern.

### Freundeskreis Deutsches Auswandererhaus e.V.
Der 1985 gegründete Verein hat in den vergangenen Jahrzehnten eine Grafiksammlung erworben und den Grundstock für die Bibliothek zur deutschen Ein- und Auswanderungsgeschichte zusammengetragen. Diese wurde 2013 im historischen Seeamt errichtet. Auch organisiert der Freundeskreis jedes Jahr eine Vortragsreihe mit ausgewiesenen Experten sowie Konzerte, Lesungen und Filmvorführungen, die mit deutscher Migrationsgeschichte zu tun haben.

## Verkehr

### ÖPNV
Die Anbindung erfolgt durch die Linien 502, 504, 505, 506, 508, 509, HL, ML und NL der Bremerhavener Versorgungs- und Verkehrs-GmbH über die Bushaltestelle Havenwelten.

## Filme
- Die ARD brachte 2004 in dem Living-History-Projekt Windstärke 8 insgesamt 37 Personen auf dem Traditionssegelschiff Bremen wie anno 1855 von Bremerhaven nach New York.
- Deutsches Auswandererhaus Bremerhaven (= Museums-Check. Folge 8). Reportage, 30 Min., Moderation: Markus Brock, Produktion: 3sat. Erstausstrahlung: 3. April 2011.[26]
- Das Deutsche Auswandererhaus hat vier eigene Kurzfilme produziert, die abwechselnd im hauseigenen „Roxy-Kino“ gezeigt werden:
  - Welcome Home (2005): Kurzdokumentation über deutsche Einwanderer und ihre Nachfahren in den USA – von der Filmbewertungsstelle Wiesbaden mit dem Prädikat„besonders wertvoll“ ausgezeichnet[27]
  - 24h Buenos Aires (2008): Kurzdokumentation über deutsche Einwanderer und ihre Nachfahren in Argentinien
  - DOWN UNDER (2013): Kurzdokumentation über deutsche Einwanderer und ihre Nachfahren in Australien
  - Deutsch-türkische LIEBE (2015): „Roadmovie“ über deutsch-türkische Liebespaare und ihr Umgang mit der anfänglich „fremden“ Kultur der Partnerin bzw. des Partners – von der Filmbewertungsstelle Wiesbaden mit dem Prädikat „besonders wertvoll“ ausgezeichnet[28]